# Tadg mac Cathail
Tadg mac Cathail (mort en 956) est un roi de Connacht issu des Uí Briúin une branche des Connachta. Il appartient au Síl Muiredaig un sept des Uí Briúin. Il règne de 925 à 956.

## Biographie
Tagd mac Cathail in Túir dont le surnom signifie la tour, est le fils et successeur de Cathal mac Conchobair. Il meurt en 956 . Le trône est alors occupé par Fergal Ua Ruairc du sept des Uí Briúin Bréifne; À la mort de ce dernier son fils Conchobar mac Taidg devient à son tour roi de Connacht
Son second fils  Máelruanaidh Mór mac Taidg, est l'ancêtre des rois de Moylurg et des familles  Ua/Ó Maolruanaid (Mulrooney) et MacDiarmata (MacDermot).

## Sources
- (en) Francis John Byrne, Irish Kings and High-Kings, Londres, Batsford, 1973 (ISBN 0-7134-5882-8)
- (en) T.W Moody, F.X. Martin, F.J. Byrne A New History of Ireland IX Maps, Genealogies, Lists. A companion to Irish History part II . Oxford University Press réédition 2011  (ISBN 9780199593064) Kings of Connacht to 1224 p. 138.
- (en) Donnchad Ó Corráin, Ireland Before the Normans, Dublin (1972) Gill and Macmillan éditeurs